# Hanceola
Hanceola, rod biljaka usnatica smješten u podtribus Hanceolinae, dio je tribusa Prunelleae i potporodice Nepetoideae. Postoji osam vrsta raširenih po Kini.

## Vrste
1. Hanceola cavaleriei (H.Lév.) Kudô
2. Hanceola cordivata Y.Z.Sun
3. Hanceola exserta Y.Z.Sun ex C.Y.Wu
4. Hanceola flexuosa C.Y.Wu & H.W.Li
5. Hanceola labordei (H.Lév.) Y.Z.Sun
6. Hanceola mairei (H.Lév.) Y.Z.Sun
7. Hanceola sinensis (Hemsl.) Kudô
8. Hanceola tuberifera Y.Z.Sun ex G.Y.Wu